# Uniforme de la selección de fútbol de Bosnia y Herzegovina
El uniforme de la selección de Bosnia y Herzegovina es producido actualmente por la compañía alemana de ropa deportiva Adidas. También patrocinan al equipo BH Telecom y Elektroprivreda Bosne i Hercegovine, compañías de Sarajevo.

## Uniforme
Evolucion
| Local 1996-2006 | Visita 1996-2006 | Local 2010-11 | Visita 2010-11 | Local 2011-12  |
| Visita 2011-12  | Local 2013       | Visita 2013   | Local 2014     | Visita 2014    |
| Local 2016-18   | Visita 2016-18   | Local 2018    | Visita 2018    | Local 2020     |
| Visita 2020     | Local 2022       | Visita 2022   | Local 2022-23  | Visita 2022-23 |
| Local 2023      | Visita 2023      | Local 2023 –  | Visita 2023 –  |                |

Combinaciones
| 1996-2006 | 2011-2012 vs Francia, Portugal y México | 2017 vs Estonia | 2018 vs Irlanda del Norte |

## Proveedor
| Periodo       | Proveedor |
| ------------- | --------- |
| 1996–1999     | Patrick   |
| 1999–2000     | Adidas    |
| 2000–2005     | Reusch    |
| 2005–2014     | Legea     |
| 2014–2023     | Adidas    |
| 2023-presente | Kelme     |